# Érseki palotaegyüttes (Eger)

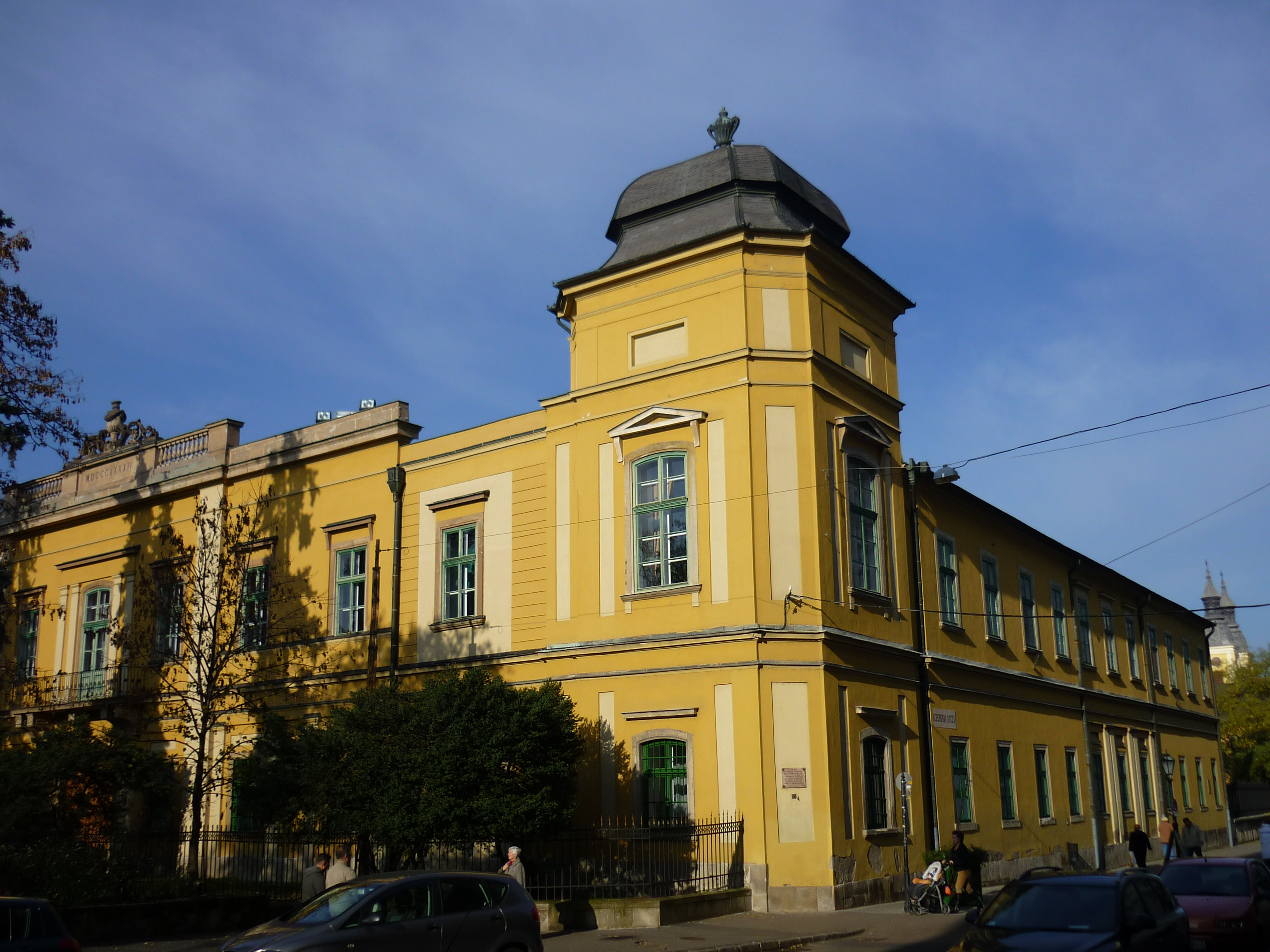
A palota délkeleti sarka az emléktáblával az Eszterházy tér és a Széchenyi utca sarkán

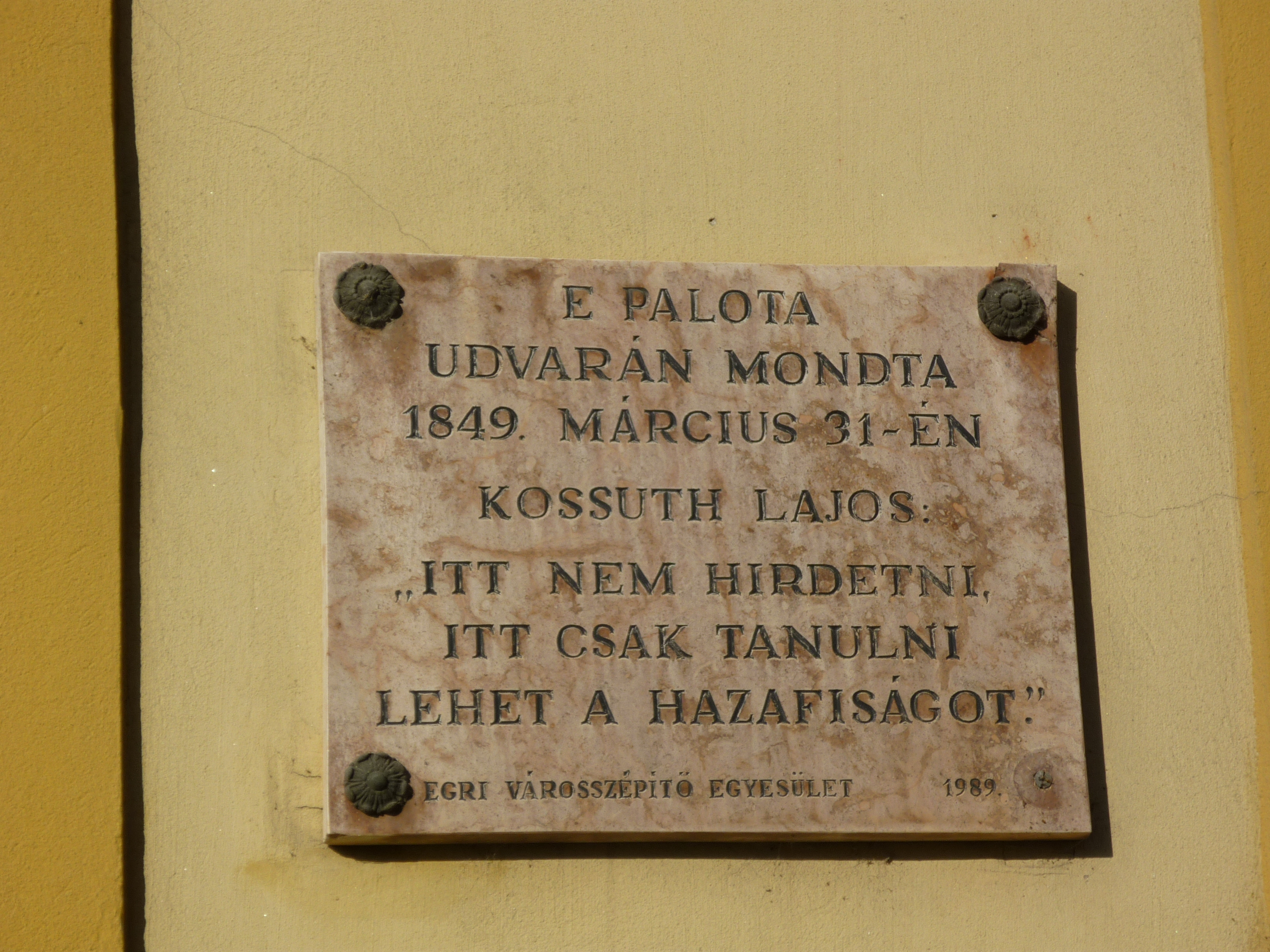
Kossuth Lajos beszédére emlékeztető emléktábla a palota délkeleti sarkán

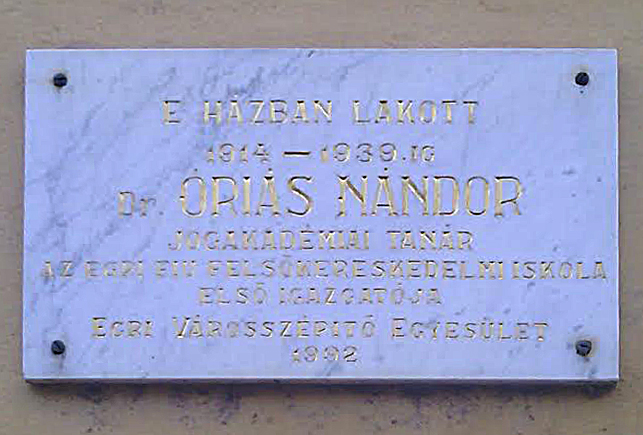
Óriás Nándorra emlékeztető emléktábla a palota északi, érsekudvari oldalán

Az érseki palotaegyüttes Eger városközpontjának egyik legnagyobb épületegyüttese. Az egri várban lévő középkori püspöki palota utódjául épült, a főszékesegyház és a líceum tőszomszédságában (Széchenyi u. 1–5.)

## Története
A palotát 16. századi épületek felhasználásával Erdődy Gábor püspök kezdte építtetni: az 1715–1732 között elkészült részeket Giovanni Battista Carlone tervezte. A földszintes, a mainál kisebb, de jóval pompásabb épületet kertek, medencék vették körül madárházzal. Az emeletet Barkóczy Ferenc püspöksége idején építették rá. Eszterházy Károly püspök 1761–1775 között Fellner Jakabbal kibővíttette. A klasszicista stílusú déli épületcsoportot Pyrker János László érsek emeltette.

## Az épület
Műemlék: törzsszáma 2029, 2030 (helyrajzi számai: 4568, 4569, 4570, 4572, 4573).
Az U alaprajzú épületegyüttes keleti (fő)homlokzata előtti díszudvart (hrsz.: 4573) kovácsoltvas kerítés választja el az utcától. A díszudvart délen és északon egy-egy egyemeletes épületszárny határolja; a déli szárny mögötti szabálytalan, nagyjából trapéz alakú udvart egyemeletes palotaszárnyak zárják körül. Az északi szárny mögött szabálytalan ötszög alaprajzú gazdasági udvar és gazdasági épületek állnak.
A középső épület szabálytalan alaprajzú, kelet felől három-, nyugatról (a terep emelkedése miatt) kétszintes. A középső részt kétoldalt kocsiáthajtó kapcsolja a rá merőleges szárnyakhoz (építész: Josef Ignaz Gerl, Francz József). Az északi kocsibehajtón keresztül sétálva, a középső szárny nyugati oldalán az egykori érseki pincerendszer régi bejárata található. A keleti homlokzatot annak középtengelyében konzolokon nyugvó, kovácsoltvas mellvédes erkély díszíti. A középső épület földszintje boltozott, az első- és második szint jellemzően síkfödémes. A kocsiáthajtókat, az előcsarnokot, a díszlépcsőházat stukkók és faragott kőelemek díszítik. A második emeleten a 18. század második felében épített cserépkályhák állnak. A középső épület nyugati oldalához két szintet átfogó kápolna csatlakozik oratóriummal; berendezése részben 18. századi.
A déli épületcsoport (hrsz.: 4568) főhomlokzata az Eszterházy térre néz; kapuja a középtengelyben nyílik. A kapu fölött konzolok álló kovácsoltvas mellvédű erkély ugrik előre. A főpárkány fölött bábos párkányos attika, középmezejében felirattal. Két szélső tengelyében félkupolával fedett pavilon magasodik. E szárny udvari homlokzatán a középtengelyben kiülő rizalitban kiképzett lépcsőházat 1827–1847 között ifj. Zwanger József építette. Az elegáns rácsos vaskaput és a középső épületrész emeleti erkélyrácsát Fazola Lénárd kovácsolta.
Az északi homlokzathoz csatlakozó díszlépcsőházat 1765-ben építette Fellner Jakab.
Az északi épületcsoport (Érsekudvar, Széchenyi u. 5.) a díszudvart határoló szárnnyal együtt külön törzsszámon védett.

## Intézmények, látnivalók
A déli szárnyban az Érseki Hivatal kapott helyet.
Az északi szárny egykor a gazdasági épületrész volt; most az Érseki Gyűjteményi Központ van benne. Itt őrzik egyebek közt Mária Terézia koronázási palástját is: ezt és a gyűjtemény több más, kimagaslóan értékes darabját Erdődy Gábor egri püspök kapta ajándékba a császárnőtől. A kiállított tárgyak zöme a 18. és 19. század ötvös- és textilművészetének remeke:
- szentségtartók,
- kelyhek,
- ereklyetartók,
- cibórium,
- miseruhák,
- palástok.

Ugyancsak az északi szárnyban van a Főegyházmegyei Levéltár:
A püspökség középkori levéltárából csak a jobbágyszolgáltatásokat tartalmazó „Szent János-könyvek” maradtak meg a 15. század második feléből. Szentszéki jegyzőkönyvek 1600-tól, folyamatos egyházkormányzati iratok a 18. század elejétől vannak, a korábbi időszakot csak néhány 17. századi irat képviseli. Barkóczy Ferenc érsek 1745-ben lépett hivatalba; ettől fogva a szentszéki protokollumköteteket levélmásolati könyvekként használták. Az iratok rendezését Eszterházy Károly püspök először két jezsuitára bízta, majd 1766-ban egyik papjára, Torner Ignácra testálta. Őt e hivatalában Kotuts Mátyás, majd Fangh István követte; hármuk munkájának eredményeként 1778-ban elkülönítették a gazdasági, 1779-ben pedig az egyházi levéltárat: mindkettőt tematikus rendben, lajstromkönyvekkel.
1804-ben, a kassai és a egyházmegye létrehozásakor kiválogatták és elvitték az elcsatolt plébániák iratanyagát (például az egyházlátogatási jegyzőkönyveket), csak a protokollumkönyvek maradtak Egerben. A levéltárak terjedelme ezzel közel felére csökkent, így 1805-ben a megmaradt anyagot új tárgycsoportokba rendezték, az ezután keletkezett egyházkormányzati és gazdasági iratokat pedig „új levéltár” (Archivum novum) néven külön egységként, eleinte folyószámos iktatással, majd a Hangony József levéltáros által 1818 és 1830 között kialakított tárgycsoportok szerint kezelték. Az iratokat az 1770-es évektől tartották az érseki palota levéltári célra épült helyiségében, csak az 1923 utáni iratokat helyezték át 1954-ben (a levéltár kettős kezelése idején) egy külön raktárba.
A káptalan levéltárát nem a főegyházmegyei levéltár őrzi, mivel annak hiteleshelyi részét 1950 után államosították, majd 1964-ben magánlevéltári részét (az érsekség és a szeminárium gazdasági levéltárával együtt) is átadták (letétként) a Heves Megyei Levéltárnak.
A palotaegyüttesben Érseki látogatóközpont került kialakításra.

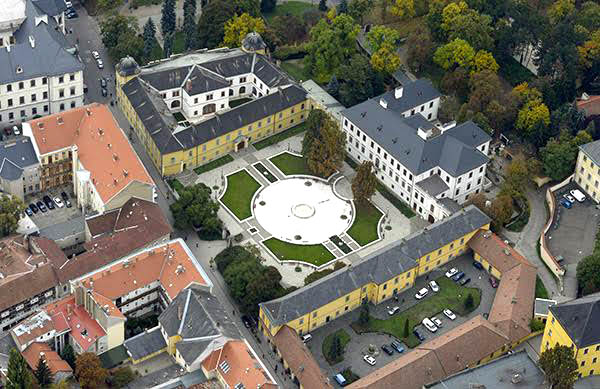
Egri Érseki Palota légi fotó
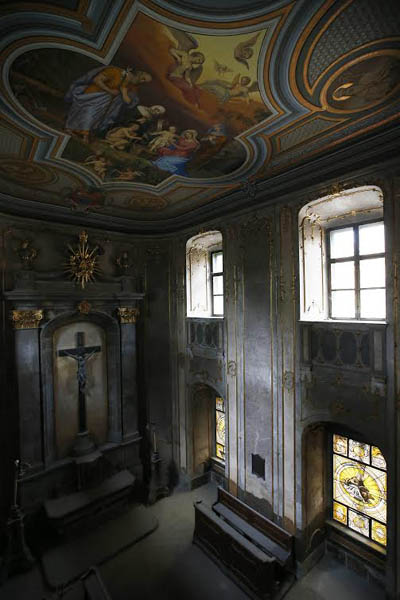